# Черкасский, Михаил Исаакович
Михаил Исаакович Черкасский (1913 — не ранее 1998) — российский инженер, лауреат Сталинской премии 1950 года.
Родился 24 июня 1913 года.
В 1941—1951 гг. главный инженер Завода № 295 НКАП (с 1945 г. Государственный Московский завод приборов (ГМЗ приборов) — п/я 3735). Снят с должности в период борьбы с космополитизмом. В последующем работал заместитетем главного инженера московского завода «Манометр».
Лауреат Сталинской премии 1950 года (в составе авторского коллектива, в котором был руководителем) — за коренное усовершенствование методов производства электронных измерительных приборов.
За работу в военный период награждён орденом «Знак Почёта» (16.09.1945).
В 1998 г. указан как житель Ленинградского проспекта города Москвы.